# 피토 정리

피토 정리(영어: Pitot theorem)는 외접 사각형에서 마주보는 두 쌍의 변의 길이 합이 동일하다는 기하학의 정리이다.
이는 1725년, 피토 튜브을 발명한 프랑스의 공학자 앙리 피토에 의해 증명되었다.

## 증명
외접 사각형 {\textstyle \Box ABCD} 에 대해, 변 {\textstyle AB,\ BC,\ CD,\ DA} 와 내접원의 접점을 각각 {\textstyle P,Q,R,S} 라 하면 접선의 성질에 의해:{\displaystyle {\begin{cases}AS=AP\\BP=BQ\\CQ=CR\\DR=DS\end{cases}}}따라서 사각형의 반둘레 {\textstyle s} 에 대해 다음을 쉽게 보일 수 있다.{\displaystyle {\begin{array}{lcl}&AB+CD=(AP+PB)+(CR+DR)\\&BC+DA=(BQ+CQ)+(DS+AS)\\\Longrightarrow &AB+CD=BC+DA=s\end{array}}}

## 역
이 정리의 역도 성립한다. 즉, 마주보는 두 쌍의 변의 길이 합이 같은 볼록 사각형에 대해 항상 내접원이 존재한다. 이는 1846년 스위스의 수학자 야코프 슈타이너에 의해 증명되었다.

## 일반화
피토 정리는 원에 외접하는 {\textstyle 2n}각형에도 적용 될 수 있으며, 이때 각 변의 길이를 시계방향 순으로 {\textstyle x_{1},\ x_{2},\ x_{3},\ldots \ x_{2n}} 이라 하면 다음이 성립한다.{\displaystyle x_{1}+x_{3}+x_{5}+\ldots +x_{2n-1}=x_{2}+x_{4}+x_{6}+\ldots +x_{2n}}즉, 홀수번째 변들의 길이 합이 짝수번째 변들의 길이 합과 같다는 것이다.

## 참조
1. ↑  Pritsker, Boris (2017년 9월 13일). 《Geometrical Kaleidoscope》 (영어). Courier Dover Publications. ISBN 978-0-486-81241-0.
2. ↑  Josefsson, Martin (2011), “More characterizations of tangential quadrilaterals” (PDF), 《Forum Geometricorum》 11: 65–82, MR 2877281, 2016년 3월 4일에 원본 문서 (PDF)에서 보존된 문서, 2023년 3월 25일에 확인함.